# 僕らはいつも
『僕らはいつも』（ぼくらはいつも）は、藤宮あゆによる日本の少女漫画作品。『マーガレット』（集英社）2007年23号から2013年5号まで連載された。単行本全11巻。

## あらすじ
幼なじみである典、京ちゃん、冴花の前に小さいころ少しだけ一緒にすごした榛名がやって来る。そんな4人の青春オムニバスストーリー。

## 登場人物
桜田典
高校1年生。2年前に村上京輔に告白したが振られる。いつも明るく茂っている木から猿のように出てくることが多い。茶髪でショートカットといったいつも動きやすいスタイルで居る。家の門の前で突然榛名に告白され、現在榛名と付き合っている。中学時代に、辻ヶ根に好意を持たれていたが自覚は無く冴花のストーカーだと思い込んで無自覚のまま辻ヶ根を振る。中学時代は陸上部に入っていたが由の面倒をみるために退部した。榛名がみおを選んで姿を消したことに落ち込んでいたがクリスマスプレゼントを見て榛名のことを諦めないと決意する。一時期アキという偽名を名乗ったみおとメル友になっていた。
関川榛名
中学3年生ながら性格は大人びている。2歳の時に実の母親に川で道連れされそうになり助かったが母親は川で亡くした。それ以来、川に入るとその思い出がよみがえり、少しだけトラウマになっている。端正な顔。転校する前は関東の私立の名門中学に通っていた。地元の中学校に転校してからは隣の席の女の子･知菜に目を付けられていたが、今の知菜を過去の自分と合わせたためか、一時典の前から姿を消して知菜のこれから住む場所を決めていたらしい。同い年の異母兄弟の妹(関川みお)がいる。みおから「みおと寝ればこのまま町に住んでもいい」と言われるが典への想いから断る。典へのクリスマスプレゼントに「この町で典は俺に、一生分の幸せをくれた。ありがとう典」と書き残しみおの元に帰り、姿を消すが…？
村上京輔
典･冴花と同じ、高校1年生。モテモテで毎日のように女子から告白されている。村一番の名家の長男。昔、典の誕生日に突然典から告白されてしまい、動揺して断ってしまった事を今でも覚えているらしい。今までは女子と適当な付き合いを繰り返していたが、最近冴花の事が好きだと自覚し告白するが、本気だと思われなかった。本気だと理解された後は柳津への想いから冴花にこっぴどく振られるが、後に冴花のほうから告白され両思いになる
自分の名前は、自分で｢京都大学の京｣と言っている。柳津とけじめをつけたいと思い「付き合うのを待って欲しい」と言い、きちんとけじめをつけた後、正式に冴花と付き合うようになる
三島冴花
典･京輔と同じ、高校1年生。容姿が整っている。京輔とは遠い親戚同士であり、家は京輔の家の分家。昔、習字の先生だった柳津を今でも好きで、最近になってようやく付き合いだした。典とは幼馴染で、昔内気で人見知りな性格でも典はすんなりと受け入れてくれたらしい。昔は京輔と婚約させられそうになり、典が京輔の事を好きなのを知っていたために自ら太る宣言をして太っていた（後にそれは京輔にとって恥となるらしい）。一時は京輔を振るが現在は両思いである。初恋の相手は京輔だが典への友情から諦めた
柳津
典･京輔･冴花に昔書道を教えていた。当時は大学生でアルバイトで教えに来ていた。婚約者が居る。
冴花の自分への一途な想いに冴花に本気になるが、冴花の迷いに気づき「自分の気持ちをつかめ」と諭す
久保俊太
通称・クボシュン。中学3年生。榛名のクラスメイトだが、京輔のクラブの後輩。榛名の事を｢はるちん｣と呼んでいる。みおに一目惚れをする。
榛名が黙って転校したことを知る
辻ヶ根順也
高校2年生。京輔・クボシュンのクラブの先輩で、中学時代に典が京輔に好かれていたことから京輔を恨む。京輔の手紙に｢J｣と書かれいた張本人。中学時代に典の事が好きだったが、見ているだけしかできず典から「冴花のストーカー」と勘違いされている写真映りが悪いらしい
蝶子
25歳。京輔の姉。既婚者で、夫が海外出張の為、京輔の家に住んでいた。
関川みお
中学3年生。榛名の義理の妹。交通事故で足を負傷した。典とメールアドレスを教え、メールをしている。
由
小学1年生。典の弟。小さいころから体が弱かった。榛名になついている。
小野平知菜
中学3年生。榛名の隣の席に座っているが、榛名を脅して一時期付き合って（？）いた
現在、転校して施設で暮らしている。榛名とラブホテルに泊まったことがあるらしい
カオリ
高校2年生、京輔の元カノで、冴花に京輔の良さに気づくように諭す
磯井
村上家専属の運転手
石澤千砂
榛名が通う孤児院の少女。

## 書誌情報
- 藤宮あゆ 『僕らはいつも』 集英社 〈マーガレットコミックス〉、全11巻。
  1. 2008年05月23日発売[1]、『マーガレット』2007年23号、2008年1・2合併号 - 5号、7号、ISBN 978-4-08-846292-9
    - 秘密のHくん（『マーガレット』2007年18号）
    - わしらは常に（描きおろし）

  2. 2008年11月25日発売[2]、ISBN 978-4-08-846350-6
  3. 2009年05月25日発売[3]、ISBN 978-4-08-846404-6
  4. 2009年11月25日発売[4]、ISBN 978-4-08-846462-6
  5. 2010年05月25日発売[5]、ISBN 978-4-08-846526-5
  6. 2010年10月25日発売[6]、ISBN 978-4-08-846580-7
  7. 2011年04月25日発売[7]、ISBN 978-4-08-846643-9
  8. 2011年09月23日発売[8]、ISBN 978-4-08-846698-9
  9. 2012年03月23日発売[9]、ISBN 978-4-08-846751-1
  10. 2012年09月25日発売[10]、ISBN 978-4-08-846825-9
  11. 2013年03月25日発売[11]、ISBN 978-4-08-845007-0